# Grzegorz Krawców
Grzegorz Krawców (ur. 25 lipca 1962 w Nowej Soli) – polski kajakarz, olimpijczyk z Seulu (1988) i Barcelony (1992), medalista mistrzostw świata i letniej Uniwersjady, wielokrotny mistrz Polski.

## Kariera sportowa
Był zawodnikiem Dozametu Nowa Sól (1976-1992), w latach 1983-1984 odbywał służbę wojskową i reprezentował barwy Zawiszy Bydgoszcz.

### Igrzyska olimpijskie
Dwukrotnie startował na igrzyskach olimpijskich, w konkurencji K-4 1000 m. Na Igrzyskach Olimpijskich w Seulu (1988) zajął 5. miejsce w konkurencji K-4 1000 m (partnerami byli Maciej Freimut, Wojciech Kurpiewski i Kazimierz Krzyżański). Na Igrzyskach Olimpijskich w Barcelonie (1992) zajął 6. miejsce (partnerami byli M. Freimut, W. Kurpiewski i Grzegorz Kaleta).

### Mistrzostwa świata
Na mistrzostwach świata zdobył trzy medale, w tym dwa srebrne i brązowy.
- 1982: K-1 10000 m - 16 m., K-4 1000 m - 6 m.
- 1985: K-4 1000 m - 6 m.
- 1986: K-4 500 m - 4 m., K-4 1000 m - 3 m. (partnerami byli Robert Chwiałkowski, Wojciech Kurpiewski i Kazimierz Krzyżański), K-4 10000 m - 4 m.
- 1987: K-4 500 m - 2 m. (partnerami byli Robert Chwiałkowski, Wojciech Kurpiewski i Kazimierz Krzyżański), K-4 1000 m - 5 m.
- 1989: K-2 500 m - K-4 500 m - 4 m., K-4 1000 m - 2 m. (partnerami byli Robert Chwiałkowski, Wojciech Kurpiewski i Maciej Freimut)
- 1990: K-4 500 m - 7 m., K-4 1000 m - 9 m.
- 1991: K-1 10000 m - 18 m., K-4 1000 m - 5 m.

### Uniwersjada
W 1987 zdobył dwa medale na Letniej Uniwersjadzie - złoty w konkurencji K-4 500 m (partnerami byli Robert Chwiałkowski, Andrzej Gajewski i Wojciech Kurpiewski) oraz srebrny w konkurencji K-4 1000 m (partnerami byli Robert Chwiałkowski, Wojciech Kurpiewski i Krzysztof Szczepański).

### Mistrzostwa Polski
18 razy zdobył tytuł mistrza Polski seniorów:
- K-1 500 m: 1988, 1989, 1991, 1992
- K-1 1000 m: 1986, 1987, 1989, 1991, 1992
- K-1 10000 m: 1987, 1989, 1991, 1992
- K-4 500 m: 1983
- K-4 1000 m: 1983, 1984, 1988
- K-4 10000 m: 1983